# Kerman (Kalifornien)
Kerman ist eine Stadt im Fresno County im US-Bundesstaat Kalifornien, Vereinigte Staaten, mit 15.282 Einwohnern (Stand: 2019).
Das Stadtgebiet hat eine Größe von 5,6 km².
Nach der Volkszählung 2010 betrug der Anteil der weißen Bevölkerung 6.860 (50,6 %). 